# بيت زيرا
بيت زيرا وتعني بالعبرية بيت الحبوب،
وهي كيبوتس أسس سنة 1926 على أراضي قرية منشية سمخ. تقع في شمال إسرائيل جنوب بحيرة طبريا. بلغ عدد سكانها 578 نسمة سنة 2019.